# Nonette-Orsonnette
Nonette-Orsonnette es una comuna nueva francesa situada en el departamento de Puy-de-Dôme, de la región de Auvernia-Ródano-Alpes.

## Historia
Fue creada el 1 de enero de 2016, en aplicación de una resolución del prefecto de Puy-de-Dôme de 24 de agosto de 2015 con la unión de las comunas de Nonette y Orsonnette, pasando a estar el ayuntamiento en la antigua comuna de Nonette.

## Demografía
| Gráfica de evolución demográfica de Nonette-Orsonnette entre 1800 y 2013 |
|                                                                          |

Los datos entre 1800 y 2013 son el resultado de sumar los parciales de las dos comunas que forman la nueva comuna de Nonette-Orsonnette, cuyos datos se han cogido de 1800 a 1999, para las comunas de Nonette y Orsonnette de la página francesa EHESS/Cassini. Los demás datos se han cogido de la página del INSEE.

## Composición
| Comuna delegada | Código INSEE | Población (2013) | Superficie (km²) | Densidad (hab./km²) |
| --------------- | ------------ | ---------------- | ---------------- | ------------------- |
| Nonette         | 63255        | 344              | 7.60             | 45                  |
| Orsonnette      | 63266        | 193              | 3.05             | 63                  |